# NESARA
NESARA es un acrónimo que hace referencia a una Ley estadounidense,  conocida como: National Economic Security and Reformation Act (Ley Nacional de Reforma y Seguridad Económica). Esta Ley es un conjunto de reformas económicas propuestas para los Estados Unidos de América (USA). Fueron sugeridas durante la década de 1990 por Harvey Francis Barnard, quien afirmó que las propuestas, que incluían: 1. Reemplazar el impuesto sobre la renta, por un impuesto nacional sobre las venta. 2.  Abolir el interés compuesto sobre préstamos garantizados. 3. Implantar nuevamente a una moneda bimetálica. Estas reformas, de acuerdo a la sugerencia de Harvey Francis Barnard, producirían como resultado, una inflación del 0% lo que conllevaría a tener una economía más estable. Las propuestas nunca se presentaron ante el Congreso. 
Desde principios de la década de 2000, NESARA se ha vuelto más conocida como el tema de una teoría de conspiración similar a un culto cuyo promotor original fue la personalidad de Internet Shaini Candace Goodwin, más conocida como "Paloma de la Unidad". Goodwin, quien se apropió de las nociones de NESARA sin el consentimiento de Barnard, afirmó que la ley en realidad fue aprobada con disposiciones adicionales como la Ley de Reforma y Seguridad Económica Nacional, y luego suprimida por la administración de George W. Bush y la Corte Suprema. Los correos electrónicos de conspiración de Goodwin se tradujeron a varios idiomas y tuvieron muchos seguidores en línea. Los adherentes a la teoría también han estado usando el nombre GESARA (que significa Ley de Recuperación y Seguridad Económica Global  o Ley de Reforma y Seguridad Económica Global)  para extender las reformas propuestas de NESARA fuera de los EE. UU. y al resto. del mundo.

## Propuesta de reforma monetaria
Harvey Francis Barnard (1941–2005), consultor de ingeniería y profesor con un doctorado en teoría de sistemas, creó la propuesta NESARA a finales de los 80 y principios de los 90. Barnard imprimió 1000 copias de su propuesta, titulada Draining the Swamp: Monetary and Fiscal Policy Reform (1996), y envió copias a los miembros del Congreso, creyendo que se aprobaría rápidamente por sus méritos. Basado en la teoría de que la deuda es el factor económico número uno que inhibe el crecimiento de la economía, y el interés compuesto el "mal moral" número uno y la razón de la deuda, Barnard hizo varios otros intentos durante la década de 1990 para llamar la atención política sobre los problemas que él vio en la economía de los EE. UU., y su propuesta de recuperación económica sugerida basada en las causas fundamentales que determinó. Después de que los esfuerzos de Barnard para obtener apoyo político no tuvieran éxito, decidió en 2000 liberar su propuesta al dominio público y publicarla en Internet. Barnard estableció el Instituto NESARA en 2001 y publicó la segunda edición de su libro en 2005, retitulándolo Draining the Swamp: The NESARA Story – Monetary and Fiscal Policy Reform.

## Paloma de la Unidad
Poco después de que Barnard lanzara NESARA en Internet, un usuario conocido como "Paloma de la Unidad" comenzó a publicar sobre el tema en los foros y finalmente creó un sitio web dedicado a él. "Paloma de la Unidad" fue identificada más tarde como Shaini Candace Goodwin, una exalumna de la Escuela de Iluminación de Ramtha. Goodwin afirmó que el proyecto de ley NESARA languideció en el Congreso antes de ser finalmente aprobado por una sesión secreta en marzo de 2000 y firmado por el presidente Bill Clinton. Su teoría sostenía que la nueva ley se implementaría a las 10 a. m. del 11 de septiembre de 2001, pero que las computadoras y los datos (de los beneficiarios de los billones de dólares de los "fondos de prosperidad") fueron destruidos en el segundo piso de una de las torres del World Trade Center en la ciudad de Nueva York durante los ataques terroristas. Supuestamente, una orden de mordaza anterior emitida por la Corte Suprema había prohibido que cualquier fuente oficial o privada hablara del tema, bajo pena de muerte. Goodwin se refirió a los "Caballeros Blancos", la mayoría de ellos oficiales militares de alto rango, que desde entonces han estado luchando para que se implemente la ley a pesar de la oposición del presidente George W. Bush. Goodwin pretendió que Bush orquestó los ataques del 11 de septiembre y la Guerra de Irak como distracciones de NESARA.
La descripción de Goodwin de NESARA va mucho más allá de la propuesta de Barnard al cancelar todas las deudas personales, abolir el Servicio de Impuestos Internos, declarar la paz mundial y exigir nuevas elecciones presidenciales y del Congreso. Goodwin a menudo afirmaba que los funcionarios de Bush estaban intentando piratear y cerrar su sitio web para evitar que publicara la ley. Pretendía estar conectada con autoridades poderosas y usaba un lenguaje autoritario, publicando mensajes en los que "ordenaba" a los "Caballeros Blancos" que hicieran cumplir NESARA.
Goodwin comenzó a comentar sobre NESARA en relación con Omega Trust, un plan de inversión fraudulento cuyo creador, Clyde Hood, estaba siendo juzgado en ese momento. Según Goodwin, los inversores de Omega Trust recibirían sus ganancias después de que se anunciara NESARA. Goodwin predijo repetidamente que el anuncio de NESARA ocurriría en un futuro muy cercano, aunque en años posteriores se volvió más reservada en estas predicciones.
Barnard se dio cuenta de la descripción de Goodwin de NESARA antes de su muerte en 2005. Negó que NESARA se hubiera convertido en ley o incluso que se le hubiera asignado un número de seguimiento, y condenó las acusaciones de Goodwin como una campaña de desinformación.
Goodwin promovió la teoría NESARA hasta su muerte en 2010.

## Nuevos desarrollos.
Después de que Goodwin comenzó a comentar sobre NESARA, otros teóricos de la conspiración basados en Internet se aferraron a él. Un partidario, Sheldan Nidle, vincula el inminente anuncio de NESARA con su profecía de años de antigüedad de una inminente visita de ovnis a gran escala por parte de extraterrestres benévolos (ocasionalmente en los informes de su sitio web, pero de manera más prominente en sus videos, seminarios y apariciones públicas). Jennifer Lee, que solía publicar informes sobre el estado de NESARA en Internet casi a diario en su ya desaparecido sitio, habló sobre una gran cantidad de seres de otro mundo e "interdimensionales" que están ayudando tras bambalinas para que se anuncie NESARA. La difunta teórica de la conspiración de Internet Sherry Shriner, que operaba varios sitios web, vio a NESARA como vinculada a alienígenas reptiloides malévolos que, según ella, controlaban durante mucho tiempo el gobierno de los EE. UU. 
Algunos partidarios de NESARA también afirman que seres de otro mundo están trabajando para que se anuncie NESARA. Estos incluyen un ser cósmico "canalizado" llamado "Hatonn"  (un pleyadiano androide), y otro llamado "Sananda". Según algunos defensores de las Enseñanzas de los Maestros Ascendidos, como Joshua David Stone, Sheldan Nidle y Luis Prada, "Sananda" es el "nombre galáctico" del Maestro Ascendido Jesús, que usa en su papel como Comandante en Jefe de la Flota de platillos voladores del Comando Ashtar. Se considera que "Pallas Athena" es el vicecomandante de la flota de platillos. Ashtar (Ashtar Sheran) es considerado en estas enseñanzas como el tercero al mando. La designación de George W. Bush como un reptil disfrazado a menudo coincidía con esta afirmación. Goodwin ha afirmado que el Maestro Ascendido Saint Germain bajó del plano etérico para reunirse físicamente con los jefes de los bancos y los líderes mundiales en relación con el anuncio de NESARA.
Los seguidores de la teoría de la conspiración de NESARA comenzaron a usar el nombre "GESARA" a mediados de la década de 2010, haciendo referencia al conjunto de reformas como una Ley de Reforma y Seguridad Económica "Global", y no "Nacional". En particular, afirmaron que varios grupos de Asia oriental estaban involucrados en la aplicación de las reformas en todo el mundo, incluida la supuesta "Sociedad del Dragón Blanco", que se beneficiaría de la financiación de "los sucesores del último emperador chino, Pu Yi". Un destacado defensor de "GESARA" ha sido un bloguero con sede en el Reino Unido y que se hace llamar "Alcuin Bramerton". En 2020, "Bramerton" afirmó que los "programas de prosperidad global de NESARA" estaban a punto de ser anunciados y activados a través de una entidad llamada "Saint Germain World Trust" que proporcionaría "un quattuordecillion de dólares estadounidenses" para "eliminar a cero (cancelar permanentemente) todas las deudas personales, corporativas y nacionales en todo el mundo" y que el "sindicato de la familia manchú" proporcionaría más dinero a la "Sociedad del Dragón Blanco".
Se sabe con certeza que los grupos de NESARA existen y han atraído la atención de la prensa en Utah, y los Países Bajos. Los miembros de estos grupos se reúnen para discutir el estado de NESARA, leer varios informes, realizar protestas y repartir volantes sobre NESARA al público. Goodwin afirmó que los grupos de NESARA existen en varias naciones y estados de EE. UU., incluidos California, Washington, Arizona y Texas, y proporciona cientos de pruebas fotográficas de personas en protestas públicas que sostienen pancartas de NESARA, pero no está claro hasta qué punto las personas que sostienen las pancartas son conscientes de lo que es NESARA, o por cuánto tiempo estos grupos estuvieron activos. The News Tribune ha rastreado la historia detrás de al menos algunas de estas fotos (fotos de camiones circulando por Washington D. C. con las palabras "¡Anuncio de NESARA ahora!"), y descubrió que eran parte de una campaña publicitaria de $40,000 supuestamente pagada por un anciano residente de San Francisco que había hecho donaciones a Goodwin.
Los conceptos de NESARA también han sido incorporados por otras teorías de conspiración. En 2022, Bellingcat comparó a NESARA/GESARA con un "abuelo" de QAnon e informó que a medida que la iconografía y los conceptos de QAnon estaban perdiendo popularidad, sus adherentes se involucraban cada vez más en los conceptos de NESARA y revivían ese movimiento más antiguo. Las personas involucradas con el movimiento ciudadano soberano también se han suscrito a las teorías relacionadas con NESARA.

## Comparación con un culto y acusaciones de fraude.
Los críticos consideran que NESARA es una secta. Señalando el hecho de que Goodwin, Lee y Nidle frecuentemente solicitaban donaciones de sus lectores, acusan a estos líderes de estar interesados principalmente en asegurar un flujo constante de ingresos para ellos mismos. Goodwin, quien también pidió a los lectores que donaran sus millas de viajero frecuente, afirmó que necesitaba y había usado los fondos para viajar a varios lugares del mundo para reunirse en secreto con funcionarios gubernamentales de alto nivel sobre el anuncio de NESARA. En 2004, The News Tribune publicó un artículo que llamaba a Goodwin una "reina del culto cibernético" y describía el fenómeno NESARA como una estafa.
Una queja de junio de 2006 ante la división de protección al consumidor de Washington acusó a Goodwin de usar la historia de NESARA para defraudar a una mujer de 64 años de San Francisco con al menos $10,000. La hija de la mujer dijo que la cantidad real es mucho mayor, de cientos de miles.
La prominencia de la profecía fallida también presta apoyo a la teoría del culto. Los partidarios de NESARA a menudo les dicen a sus lectores que el anuncio de NESARA sucederá en cuestión de días. Según el documental Waiting For NESARA, también se hizo la afirmación antes de marzo de 2003 de que George Bush estaba planeando la guerra con Irak solo para retrasar aún más el anuncio de NESARA. Se profetizó que seres espirituales y ovnis intervendrían en los planes de Bush y evitarían la guerra.
En conclusión hoy en día las personas utilizan este concepto de NESARA/GESARA para robar dinero con propuestas falsas(Proyectos,Beneficios,etc..), son propuestas que el congreso de EE.UU nunca los aprobó.
- Datos: Q2711816